# Trentepohlia
Trentepohlia är ett släkte av tvåvingar. Trentepohlia ingår i familjen småharkrankar.

## Dottertaxa tillTrentepohlia, i alfabetisk ordning[1]
- Trentepohlia abronia
- Trentepohlia acanthophora
- Trentepohlia aequialba
- Trentepohlia aequinigra
- Trentepohlia aequivena
- Trentepohlia africana
- Trentepohlia albangusta
- Trentepohlia albilata
- Trentepohlia albilatissima
- Trentepohlia albipennis
- Trentepohlia albitarsis
- Trentepohlia albogeniculata
- Trentepohlia alboposticata
- Trentepohlia alboterminalis
- Trentepohlia alluaudi
- Trentepohlia amantis
- Trentepohlia amatrix
- Trentepohlia amissa
- Trentepohlia amphileuca
- Trentepohlia amphinipha
- Trentepohlia angusticincta
- Trentepohlia angustilinea
- Trentepohlia apoicola
- Trentepohlia arachne
- Trentepohlia argopoda
- Trentepohlia atayal
- Trentepohlia atrobasalis
- Trentepohlia atrogenualis
- Trentepohlia aurantia
- Trentepohlia auranticolor
- Trentepohlia auricosta
- Trentepohlia australasiae
- Trentepohlia bakeri
- Trentepohlia banahaoensis
- Trentepohlia beata
- Trentepohlia bellipennis
- Trentepohlia bicinctatra
- Trentepohlia bifasciata
- Trentepohlia bifascigera
- Trentepohlia bombayensis
- Trentepohlia bougainvillensis
- Trentepohlia brassi
- Trentepohlia brevicellula
- Trentepohlia brevifusa
- Trentepohlia brevipes
- Trentepohlia brevisector
- Trentepohlia bromeliadicola
- Trentepohlia bromeliae
- Trentepohlia brunnea
- Trentepohlia butleri
- Trentepohlia cachani
- Trentepohlia callinota
- Trentepohlia calliope
- Trentepohlia callisto
- Trentepohlia cameronensis
- Trentepohlia camillerii
- Trentepohlia candidipes
- Trentepohlia cara
- Trentepohlia carbonipes
- Trentepohlia cariniceps
- Trentepohlia centrofusca
- Trentepohlia centrofuscoides
- Trentepohlia chionopoda
- Trentepohlia chiriquiana
- Trentepohlia choprai
- Trentepohlia christophersi
- Trentepohlia clitellaria
- Trentepohlia concumbens
- Trentepohlia conscripta
- Trentepohlia costofimbriata
- Trentepohlia cubitalis
- Trentepohlia curtipennis
- Trentepohlia delectabilis
- Trentepohlia disconnectans
- Trentepohlia disjuncta
- Trentepohlia disparilis
- Trentepohlia distalis
- Trentepohlia distigma
- Trentepohlia ditzleri
- Trentepohlia doddi
- Trentepohlia dominicana
- Trentepohlia dummeri
- Trentepohlia duyagi
- Trentepohlia dybasiana
- Trentepohlia elegantissima
- Trentepohlia enervata
- Trentepohlia ephippiata
- Trentepohlia errans
- Trentepohlia esakii
- Trentepohlia estella
- Trentepohlia eurystigma
- Trentepohlia exornata
- Trentepohlia extensa
- Trentepohlia faustina
- Trentepohlia femorata
- Trentepohlia fenestrata
- Trentepohlia festivipennis
- Trentepohlia fijiensis
- Trentepohlia filicornis
- Trentepohlia fimbriata
- Trentepohlia fimbricosta
- Trentepohlia flava
- Trentepohlia flavella
- Trentepohlia flavicollis
- Trentepohlia flavidella
- Trentepohlia flavoides
- Trentepohlia fortis
- Trentepohlia fragillima
- Trentepohlia fulvinota
- Trentepohlia fuscipes
- Trentepohlia fuscistigma
- Trentepohlia fuscistigmosa
- Trentepohlia fuscoapicalis
- Trentepohlia fuscobasalis
- Trentepohlia fuscogenualis
- Trentepohlia fuscolimbata
- Trentepohlia fuscomedia
- Trentepohlia fuscoterminalis
- Trentepohlia galactopa
- Trentepohlia geniculata
- Trentepohlia guamensis
- Trentepohlia hainanica
- Trentepohlia hendersoni
- Trentepohlia hepatica
- Trentepohlia hexaphalerata
- Trentepohlia holoxantha
- Trentepohlia horiana
- Trentepohlia humeralis
- Trentepohlia hyalina
- Trentepohlia ibelensis
- Trentepohlia infernalis
- Trentepohlia inflata
- Trentepohlia isis
- Trentepohlia jacobi
- Trentepohlia joana
- Trentepohlia kempi
- Trentepohlia kinabaluensis
- Trentepohlia labuana
- Trentepohlia laetipennis
- Trentepohlia laetithorax
- Trentepohlia larotypa
- Trentepohlia latatra
- Trentepohlia laudabilis
- Trentepohlia lepida
- Trentepohlia leucophaea
- Trentepohlia leucoxena
- Trentepohlia limata
- Trentepohlia liponeura
- Trentepohlia longifusa
- Trentepohlia longisetosa
- Trentepohlia lucrifera
- Trentepohlia luteicosta
- Trentepohlia luteicostata
- Trentepohlia luteola
- Trentepohlia lutescens
- Trentepohlia luzonensis
- Trentepohlia macrotrichia
- Trentepohlia madagascariensis
- Trentepohlia majestica
- Trentepohlia majuscula
- Trentepohlia manca
- Trentepohlia marmorata
- Trentepohlia mcgregori
- Trentepohlia mediofusca
- Trentepohlia melanoleuca
- Trentepohlia mera
- Trentepohlia mesonotalis
- Trentepohlia metatarsata
- Trentepohlia metatarsatra
- Trentepohlia mirabilis
- Trentepohlia monacantha
- Trentepohlia montina
- Trentepohlia montivaga
- Trentepohlia msingiensis
- Trentepohlia neogama
- Trentepohlia nigeriensis
- Trentepohlia nigrescens
- Trentepohlia nigriceps
- Trentepohlia nigricolor
- Trentepohlia nigripes
- Trentepohlia nigrita
- Trentepohlia nigroapicalis
- Trentepohlia nigropennata
- Trentepohlia niveipes
- Trentepohlia niveitarsis
- Trentepohlia novaebrittaniae
- Trentepohlia nox
- Trentepohlia obscura
- Trentepohlia obsoleta
- Trentepohlia ornatipennis
- Trentepohlia pacifica
- Trentepohlia pallida
- Trentepohlia pallidipes
- Trentepohlia pallidipleura
- Trentepohlia pallidistigma
- Trentepohlia pallidiventris
- Trentepohlia pallilutea
- Trentepohlia pallipes
- Trentepohlia pamela
- Trentepohlia parallela
- Trentepohlia parvella
- Trentepohlia parvicellula
- Trentepohlia parvistigma
- Trentepohlia patens
- Trentepohlia pendleburyi
- Trentepohlia pennipes
- Trentepohlia percelestis
- Trentepohlia perelongata
- Trentepohlia pererecta
- Trentepohlia perigethes
- Trentepohlia perpendicularis
- Trentepohlia perpicturata
- Trentepohlia persimilis
- Trentepohlia petulans
- Trentepohlia pictipennis
- Trentepohlia pictipes
- Trentepohlia platyleuca
- Trentepohlia poliocephala
- Trentepohlia pomeroyi
- Trentepohlia praesulis
- Trentepohlia principalis
- Trentepohlia proba
- Trentepohlia pulchripennis
- Trentepohlia pumila
- Trentepohlia pusilla
- Trentepohlia quadrimaculata
- Trentepohlia ramisiana
- Trentepohlia regifica
- Trentepohlia reisi
- Trentepohlia retracta
- Trentepohlia reversalis
- Trentepohlia ricardi
- Trentepohlia richteri
- Trentepohlia riverai
- Trentepohlia roraimicola
- Trentepohlia saipanensis
- Trentepohlia samoënsis
- Trentepohlia sarawakensis
- Trentepohlia saucia
- Trentepohlia saxatilis
- Trentepohlia scalator
- Trentepohlia separata
- Trentepohlia septemtrionalis
- Trentepohlia setifera
- Trentepohlia simplex
- Trentepohlia siporensis
- Trentepohlia solomonensis
- Trentepohlia sordidipennis
- Trentepohlia sororcula
- Trentepohlia spectralis
- Trentepohlia speiseri
- Trentepohlia spiculata
- Trentepohlia spinaspersa
- Trentepohlia spinulifera
- Trentepohlia splendida
- Trentepohlia strepens
- Trentepohlia suavis
- Trentepohlia subappressa
- Trentepohlia subcandidipes
- Trentepohlia suberecta
- Trentepohlia suberrans
- Trentepohlia subleucoxena
- Trentepohlia subpennata
- Trentepohlia subpennipes
- Trentepohlia subquadrata
- Trentepohlia subtenera
- Trentepohlia suffuscipes
- Trentepohlia sutilis
- Trentepohlia tarsalba
- Trentepohlia tarsalis
- Trentepohlia tatei
- Trentepohlia taylori
- Trentepohlia tenera
- Trentepohlia teneroides
- Trentepohlia tenuicercus
- Trentepohlia tethys
- Trentepohlia tomensis
- Trentepohlia trentepohlii
- Trentepohlia tripunctata
- Trentepohlia tucumana
- Trentepohlia ugandae
- Trentepohlia umbricellula
- Trentepohlia valida
- Trentepohlia walshiana
- Trentepohlia varipes
- Trentepohlia venosa
- Trentepohlia venustipennis
- Trentepohlia vitrina
- Trentepohlia zambesiae
- Trentepohlia zernyi